# Brooklyn Wanderers (1922–1931)
Die Brooklyn Wanderers waren ein Fußballklub aus New York City, der zwischen 1922 und 1931 bestand. Zuvor und später gab es weitere Klubs gleichen Namens.

## Geschichte
Bereits Ende des 19. Jahrhunderts existierte ein Klub namens Brooklyn Wanderers, der zu den Gründungsmitgliedern der National Association Football League gehörte und sich später auflöste. Als der Bay Ridge FC sich 1922 aufspaltete, benannte sich die in der New Jersey State Soccer League antretende Mannschaft in Brooklyn Wanderers um. Bereits im November des Jahres wechselte der in Besitz des späteren US-Nationaltrainers Nat Agar befindliche Klub in die American Soccer League. Dort platzierte sich die Mannschaft in den folgenden Jahren im mittleren Tabellenbereich. 1926 nahm der Klub parallel an einem einmalig als International Soccer League ausgetragenen Wettbewerb US-amerikanischer und kanadischer Mannschaften teil und gewann dort den Titel. 1931 verließ der Klub aus Protest die Meisterschaft, da er sich im Kampf um den Meistertitel gegenüber den New York Giants im Nachteil sah. Im Herbst des folgenden Jahres kehrte ein gleichnamiger Klub – Agar war mittlerweile zum Ligapräsidenten aufgestiegen – unter anderen Besitzverhältnissen noch einmal kurzzeitig in die American Soccer League zurück, ging aber im Januar 1934 in Brooklyn Hispano auf. Zwischen 1942 und 1949 spielten, aus Brooklyn St. Mary’s Celtic hervorgehend erneut Brooklyn Wanderers in der Spielklasse und wurden zweimal Vizemeister.
Der Klub trug seine Heimspiele im Hawthorne Field aus, das sich in Agars Besitz befand.
Zu den bekanntesten Spielern gehören neben Agar mit Béla Guttmann, Kálmán Konrád, József Eisenhoffer, Leopold Drucker, Heinrich Schönfeld, Alexander Neufeld und Karl Jiszda etliche Ungarn und Österreicher, die in Folge einer 1926 erfolgten Amerikareise des SC Hakoah Wien direkt oder innerhalb des folgenden Jahres vom US-Klub als Profispieler unter Vertrag genommen wurden. Die meisten kehrten jedoch innerhalb kurzer Zeit wieder nach Europa zurück, spielten aber teilweise später wieder in den Vereinigten Staaten für die Hakoah All-Stars.

## Ehemalige Spieler
- Nat Agar
- Willie Applegarth
- József Braun
- Davey Brown
- Gordon Burness
- Jimmy Douglas
- Leopold Drucker
- John Duffy
- József Eisenhoffer
- William Findlay
- Lajos Fischer
- John Gilchrist
- Dezső Grósz
- Béla Guttmann
- Billy Hogg
- Karl Jiszda
- Kálmán Konrád
- Paul Mahrer
- Jack Marshall
- Joe Martinelli
- Johnny McGuire
- György Molnár
- George Moorhouse
- János Nehadoma
- John Nelson
- Sándor Nemes
- Mick O’Brien
- Bill Paterson
- Heinrich Schönfeld
- Ferenc Szedlacsek
- Miklós Vadas
- Alexander Wood
- Bobby Yule